# Ichu
Ichu is een gemeente in de Braziliaanse deelstaat Bahia. De gemeente telt 6.148 inwoners (schatting 2009).